# Maryna Škermankova
Maryna Ivanaŭna Škermankova (in bielorusso Марына Іванаўна Шкерманкова?; Hlybokae, 9 aprile 1990) è una sollevatrice bielorussa, vincitrice della medaglia di bronzo a Londra 2012. La medaglia venne poi revocata, essendo risultata positiva ai test anti-doping.